# Melpomene zempoaltepetlensis
Melpomene zempoaltepetlensis är en stensöteväxtart som först beskrevs av John T. Mickel och Joseph M. Beitel och som fick sitt nu gällande namn av Alan Reid Smith.
Melpomene zempoaltepetlensis ingår i släktet Melpomene och familjen Polypodiaceae. Inga underarter finns listade i Catalogue of Life.